# Kambodzsai riel
A riel Kambodzsa hivatalos pénzneme.

## Története
A kambodzsai rielt 1952-ben vezették be a francia-indokínai piaszter helyébe, ugyanakkor, mint amikor Laoszban a kipet és Vietnámban a đồngot. A riel váltópénze kezdetben a centime volt (az érméken cent.-nek rövidítve; 1 riel = 100 centime), de ezt 1959-ben senre módosították (az arány maradt). Az első években a riel és a piaszter együtt forgott, sőt, az első riel bankjegyeken piaszterben is feltüntették a névértéket. később már csak rielben jelezték az értéket. A 10, 20 és 50 centime (később sen) érmék mérete megegyezett a megfelelő laoszi att és vietnámi xu érméknek.
1975-ben a Vörös Khmer jutott hatalomra, és bár tervezték bankjegyek forgalomba hozatalát, sőt a próbanyomatok is elkészültek, végül sosem kerültek forgalomba. Az 1976-ban kihirdetett "demokratikus" alkotmány felszámolta az ország minden civilizált intézményét, köztük a bankrendszert és magát a pénzt is. Ez az állapot egészen a vietnámi hadsereg bevonulásáig fennmaradt.
A vietnámi inváziót követően a semmiből kellett létrehozni a rielt, az 1980-ban kibocsátott pénzt 1 amerikai dollár = 4 riel értéken hozták forgalomba. Mivel a gazdaság romokban hevert és korábbi pénz hiányában nem volt mit beváltani az újra, a központi kormányzat szétosztotta a pénzt az emberek közt. A rielt manapság leginkább termények és hasonló közszükségleti cikkek vásárlására használják. A dollárt – különösen az egydolláros bankjegyet – ma is általánosan használják szinte minden területen, és gyakran előnyben részesítik a riellel szemben, így az ország második vagy nem hivatalos valutájának is szokták nevezni.

## Érmék
| Kép    | Kép    | Névérték | Műszaki paraméterek | Műszaki paraméterek | Műszaki paraméterek | Műszaki paraméterek | Műszaki paraméterek                      | Leírás             | Leírás                  | Dátumok           | Dátumok     |
| Előlap | Hátlap | Névérték | Átmérő              | Vastagság           | Tömeg               | Szegély             | Összetétel                               | Előlap             | Hátlap                  | Kibocsátás dátuma | Visszavonás |
| ------ | ------ | -------- | ------------------- | ------------------- | ------------------- | ------------------- | ---------------------------------------- | ------------------ | ----------------------- | ----------------- | ----------- |
|        |        | 50 riel  | 16 mm               | 1,2 mm              | 1,6 g               | sima                | acél                                     | érték khmerül írva | a Függetlenségi emlékmű | 1995. március 25. | forgalomban |
|        |        | 100 riel | 18 mm               | 1,2 mm              | 2 g                 | sima                | acél                                     | érték khmerül írva | Angkor                  | 1995. március 25. | forgalomban |
|        |        | 200 riel | 20 mm               | 1,2 mm              | 2,4 g               | sima                | acél                                     | érték khmerül írva | Alkotmány egy tálcán    | 1995. március 25. | forgalomban |
|        |        | 500 riel | 26 mm               | 2 mm                | 5,6 g               | 5 bevágás           | gyűrű: alumínium, réz, nikkel, mag: acél | érték khmerül írva | Kambodzsa címere        | 1995. március 25. | forgalomban |

## Bankjegyek
Az országban az 1995-ben és az új évezredben kibocsátott bankjegyek is forgalomban vannak.

### 1995-ös sorozat
| Névérték     | Méret          | Szín             | Leírás                                 | Leírás                                            | Dátumok            | Dátumok     |
| Névérték     | Méret          | Szín             | Előlap                                 | Hátlap                                            | Kibocsátás         | Visszavonás |
| ------------ | -------------- | ---------------- | -------------------------------------- | ------------------------------------------------- | ------------------ | ----------- |
| 100 riel     | 123 mm x 59 mm | világoskék, zöld | a Függetlenségi emlékmű                | Ültetvényi munkások, akik gumifákat csapolnak meg | 1995. december 27. | forgalomban |
| 200 riel     | 126 mm x 60 mm | ibolya, zöld     | zsilipek                               | Avalokitesvara Bodhisattva arcképe                | 1995. december 27. | forgalomban |
| 500 riel     | 133 mm x 62 mm | piros            | Angkor: Wat-templom                    | rizsültetvény és rizst ültető parasztok           | 1995. december 27. | forgalomban |
| 1000 riel    | 128 mm x 67 mm | zöld             | Bayon-templom                          | Prasat Chan Chaya épülete                         | 1995. március 25.  | forgalomban |
| 1000 riel    | 138 mm x 64 mm | barna és zöld    | Bayon-templom                          | Troh-híd, amelyen a 6-os főút halad               | 1999. december 24. | forgalomban |
| 2 000 riel   | 128 mm x 67 mm | barna            | halászok                               | Angkor: Wat-templom                               | 1995. március 25.  | forgalomban |
| 5 000 riel   | 138 mm x 67 mm | kék              | Norodom Szihanuk                       | Az Új Piac                                        | 1995. március 25.  | forgalomban |
| 10 000 riel  | 138 mm x 67 mm | kék, sárga       | Norodom Szihanuk                       | Vízi-fesztivál                                    | 1995. március 25.  | forgalomban |
| 20 000 riel  | 147 mm x 67 mm | vörös            | Norodom Szihanuk                       | királyi palota                                    | 1995. március 25.  | forgalomban |
| 50 000 riel  | 147 mm x 67 mm | szürke           | Norodom Szihanuk                       | Preah Vihear-templom                              | 1995. március 25.  | forgalomban |
| 100 000 riel | 156 mm x 67 mm | zöld és sárga    | Norodom Szihanuk és Monineath Sihanouk | a királyi család a népe előtt                     | 1995. március 25.  | forgalomban |

### 2001-es sorozat
| Kép    | Kép    | Névérték    | Méret          | Szín           | Leírás                                 | Leírás                         | Dátumok             | Dátumok     |
| Előlap | Hátlap | Névérték    | Méret          | Szín           | Előlap                                 | Hátlap                         | Kibocsátás          | Visszavonás |
| ------ | ------ | ----------- | -------------- | -------------- | -------------------------------------- | ------------------------------ | ------------------- | ----------- |
|        |        | 50 riel     | 130 mm x 60 mm | narancssárga   | Banteay Srei-templom, Norak Singha     | Tek Thla épülete               | 2002. augusztus 29. | forgalomban |
|        |        | 100 riel    | 130 mm x 60 mm | ibolya         | a Függetlenségi emlékmű                | egy iskola épülete             | 2001. augusztus 9.  | forgalomban |
|        |        | 500 riel    | 138 x 64 mm    | vörös          | Angkor: Wat-templom                    | Kizuna híd a Mekong-folyón     | 2003. április 4.    | forgalomban |
|        |        | 1000 riel   | 138 x 64 mm    | szürke és kék  | Angkor: Győzelem-kapu                  | Kampongszom látképe            | 2006. január 6.     | forgalomban |
|        |        | 2 000 riel  | 146 mm x 68 mm | sárga          | Preah Vihear templom bejárati gópurája | Angkor: Wat-templom            | 2008 januárja       | forgalomban |
|        |        | 5 000 riel  | 146 mm x 68 mm | zöld, szürke   | Norodom Szihanuk                       | Kampong Kdei-híd               | 2001. április 6.    | forgalomban |
|        |        | 10 000 riel | 146 mm x 68 mm | ibolya, kék    | Norodom Szihanuk                       | Vízi-fesztivál, királyi palota | 2001. április 6.    | forgalomban |
|        |        | 20 000 riel | 155 x 72 mm    | kék, rózsaszín | Norodom Szihamoní                      | Angkorvat                      | 2008. május 12.     | forgalomban |
|        |        | 50 000 riel | 150 x 70 mm    | sárga, barna   | Norodom Szihanuk                       | Angkor: Wat-templom            | 2001. április 6.    | forgalomban |

### 2015-ös sorozat
| Kép    | Kép    | Névérték   | Méret       | Szín               | Leírás                                           | Leírás                               | Dátumok   | Dátumok            | Dátumok     |
| Előlap | Hátlap | Névérték   | Méret       | Szín               | Előlap                                           | Hátlap                               | nyomtatás | Kibocsátás         | Visszavonás |
| ------ | ------ | ---------- | ----------- | ------------------ | ------------------------------------------------ | ------------------------------------ | --------- | ------------------ | ----------- |
|        |        | 100 riel   | 138 x 64 mm | narancssárga       | Norodom Szihanuk mint fiatal szerzetes           | Ezüst Palota                         | 2014      | 2015. január 14.   | forgalomban |
|        |        | 200 riel   | 138 x 64 mm | szürke, zöld       | Norodom Szihamoní fiatal korában                 | Holdfény pavilon a királyi palotában | 2022      | 2022. november 14. | forgalomban |
|        |        | 500 riel   | 138 x 64 mm | rózsaszín          | Norodom Sihamoni                                 | Kizuna híd a Mekong-folyón           | 2014      | 2015. január 14.   | forgalomban |
|        |        | 1000 riel  | 146 x 68 mm | lila, kék          | khmer szöveg, Norodom Szihanuk, Kambodzsa címere | királyi palota trónterme             | 2015      | 2017. október 25.  | forgalomban |
|        |        | 2000 riel  | 146 x 68 mm | zöld, narancssárga | Norodom Szihamoní kambodzsai király              | Oroszlán király temploma             | 2022      | 2022. november 14. | forgalomban |
|        |        | 5 000 riel | 146 x 68 mm | barna, ibolya      | Norodom Szihanuk beret sapkával                  | Kampong Kdei híd                     | 2015      | 2017. október 25.  | forgalomban |

## Emlékbankjegyek
| Kép    | Kép    | Névérték     | Méret       | Szín                             | Leírás | Leírás | dátumok   | dátumok           | Kibocsátás oka                                            |
| Előlap | Hátlap | Névérték     | Méret       | Szín                             | Előlap | Hátlap | nyomtatás | kibocsátás        | Kibocsátás oka                                            |
| ------ | ------ | ------------ | ----------- | -------------------------------- | --- | --- | --------- | ----------------- | --------------------------------------------------------- |
|        |        | 1000 riel    | 148 x 68 mm | kék                              | Naga-fej (mitíkus kígyó), Kambodzsa címere, Norodom Sihanouk                                                                   | a királyi palota trónterme | 2012      | 2013. január 30.  |                                                           |
|        |        | 100 000 riel | 170 x 75mm  | zöld                             | Naga-fej (mitíkus kígyó), Kambodzsa címere, Norodom Szihanuk és felesége, Norodom Monineath                                    | Norodom Szihanuk és felesége, Norodom Monineath, Norodom Szihamoní király                                                                      | 2012      | 2013. április 30. | Norodom Szihamoni 60. születésnapja                       |
|        |        | 2000 riel    | 146 x 68mm  | szürke                           | Naga-fej (mitíkus kígyó), Kambodzsa címere, Norodom Szihanuk                                                                   | Norodom Szihanuk két katonával | 2013      | 2013. november 8. | A függetlenség 60. évfordulója                            |
|        |        | 50 000 riel  | 155 x 72 mm | barna                            | Naga-fej (mitíkus kígyó), Kambodzsa címere, Norodom Szihanuk                                                                   | Koh Ker romjai, elefánt | 2013      | 2014. május 6.    |                                                           |
|        |        | 10 000 riel  | 146 x 68 mm | kék                              | Naga-fej (mitíkus kígyó), Kambodzsa címere, Norodom Szihanuk                                                                   | buddhista templom Preah Khan Baray-ban, Angkor, Balaha (lovat ábrázoló szobor)                                                                 | 2015      | 2015. május 15.   | Norodom Sihanouk 62. születésnapja                        |
|        |        | 15 000 riel  | 170 x 75 mm | lila                             | Norodom Szihamoni király, hétfejű sárkány                                                                                      | Norodom Szihamoni megkoronázása, Win-Win emlékmű, háromfejű elefánt egy hattyú garudát hordozó                                                 | 2019      | 2019. október 29. | Norodom Szihamoni uralkodásának 15. évfordulója           |
|        |        | 200 000 riel | 170 x 76 mm | Barna, narancssárga és rózsaszín | pár sárkányszobor a Banteay Samre templomban Siem Reapben; Norodom Monineath Sihanouk anyakirálynő és Norodom Szihamoní király | a Wat Phnom Bridge-ről; ülő király, Norodom Sihamoni katonai egyenruhát visel, és az íróasztalnál ír; Prom arca a Siem Reap-i Bayon templomból | 2024      | 2024.október 16.  | Norodom Sihamoni király megkoronázásának 20. évfordulója. |